# モンシロチョウ属
モンシロチョウ属（モンシロチョウぞく、Pieris）は、シロチョウ族を分類する属の1つである。
世界中で広く見られ、種の多様性が最も高いのは旧北区（東アジア、北アジア、中央アジア、中東、ヨーロッパ、ユーラシア大陸、北アフリカ）地域で、ヨーロッパや北アメリカ東部では、類似したチョウセンシロチョウ属(Pontia)よりも多様性が高くなっている。

## 生態
この属の多くの種は、幼虫時にキャベツとアブラナ科の植物を食べる。
これらの植物にはグルコシノレートと呼ばれる化学物質が含有されており、この物質との生化学的適応が研究されている。
他のほとんどの昆虫とは対照的に、モンシロチョウ属の幼虫はこれらの化学物質を解毒することができ、グルコシノレートなしでは植物を食べないほど特殊化している。
モンシロチョウ属の雌は、植物に卵を産む前に、グルコシノレートの存在を確認する。
作物に害を与える種は、ユーラシアから世界のほとんどの地域（最近では南アメリカとアフリカに広がっている）に広がり、ほとんどどこでも害虫と見なされている。
北アメリカに生息する種Pieris oleracea（マスタードホワイト）やバージニアシロチョウ（バージニアホワイト）など、害虫ではないモンシロチョウ属の種がある。
これらの種は、特定の在来の植物のみを食べる。
北アメリカでニンニクガラシ（Alliaria petiolata）がPieris oleraceaとバージニアシロチョウの幼虫を殺す方法として、アブラナ科の一部の植物が急速に広がることで、モンシロチョウ属の一部の種は脅かされている。
一方で、それはPieris napiに適した食用植物とされている。
モンシロチョウ属であるからといって、それらがすべてモンシロチョウ属の他の種が摂食できる同じアブラナ科の植物を摂食できることを意味するわけではない。

## 種と主な亜種
アルファベット順に配置:
和名はShiraiwa 1996-2021 及び 日本産蝶類和名学名便覧 2010-2013による。
- Pieris ajaka Moore, 1865 (カシミール)
- Pieris angelika Eitschberger, 1983 – Arctic white
- Pieris balcana Lorkovic, 1970 – Balkan green-veined white (ヨーロッパ南東)
- Pieris bowdeni Eitschberger, 1984 (イラン, トルコ, 南コーカサス, コペトダグ山脈(トルクメニスタン・イラン))
- Pieris brassicae (Linnaeus, 1758) オオモンシロチョウ – large white, large cabbage white
- Pieris brassicoides Guérin-Méneville, 1849
- Pieris bryoniae (Hübner, [1790-1793]) – dark-veined white, mountain green-veined white
- Pieris canidia (Sparrman, 1768) タイワンモンシロチョウ – Indian cabbage white
- Pieris cheiranthi (Hübner, 1808) カナリアシロチョウ – Canary Islands' large white
- Pieris chumbiensis (de Nicéville, 1884) – Chumbi white
- Pieris deota (de Nicéville, 1884) – Kashmir white
- Pieris dubernardi Oberthür, 1884 (中国西部)
- Pieris dulcinea (Butler, 1882) エゾスジグロシロチョウ（エゾスジグロチョウ）(韓国北東)
- Pieris eitschbergeri Lukhtanov, 1996  (Kirgisien, 天山山脈) – おそらくPieris deotaのシノニム
- Pieris ergane (Geyer, [1828]) – mountain small white
- Pieris erutae Poujade, 1888 (チベット東部, 中国雲南省)
- Pieris euorientis (Verity, 1908) (アルタイ地方山岳部からサハ共和国中部)
- Pieris extensa Poujade, 1888 (中国西部, 福建省, インド) – 時々Pontia属（チョウセンシロチョウ属）に含む
- Pieris krueperi Staudinger, 1860 – Krueper's small white
  - Pieris krueperi devta (de Nicéville, 1884) – green-banded white
- Pieris lama Sugiyama, 1996 (中国西部)
- Pieris mahometana (Grum-Grshimailo, 1888) (アフガニスタン北東、パミール高原)
- Pieris mannii (Mayer, 1851) – southern small white
- Pieris marginalis Scudder, 1861 ヒメスジグロシロチョウ – margined white
  - Pieris marginalis reicheli Eitschberger, 1983 – Reichel's margined white
- Pieris meckyae Eitschberger, 1983 – Mecky's white (アラスカ) おそらくヒメスジグロシロチョウ(Pieris marginalis)の亜種
- Pieris melete Ménétriés, 1857 スジグロシロチョウ – grey-veined white (インド北部, 中国, 韓国, 日本)
- Pieris naganum Moore, 1884 – Naga white
- Pieris napi (Linnaeus, 1758)  – green-veined white, veined white
- Pieris narina (Verity, 1908) (天山山脈)
- Pieris nesis Fruhstorfer, 1909 ヤマトスジグロシロチョウ (日本)
- Pieris ochsenheimeri (Staudinger, 1886) (中央アジアの山岳部)
- Pieris oleracea Harris, 1829 – mustard white
  - Pieris oleracea frigida Scudder, 1861 – Newfoundland white
- Pieris persis (Verity, 1922) (イラン)
- Pieris pseudorapae (Verity, 1908)  (ヨーロッパ北部, トルコ, イラン)
- Pieris rapae (Linnaeus, 1758) モンシロチョウ – small white, (small) cabbage white
- Pieris shangrilla Tadokoro, Shinkawa & Wang, 2013 シャングリラシロチョウ[5]
- Pieris steinigeri Eitschberger, 1984  (Weihsi (中国))
- Pieris tadjika Grum-Grshimailo, 1888 (イラク)
- Pieris virginiensis (W.H. Edwards, 1870) バージニアシロチョウ– West Virginia white

## ギャラリー

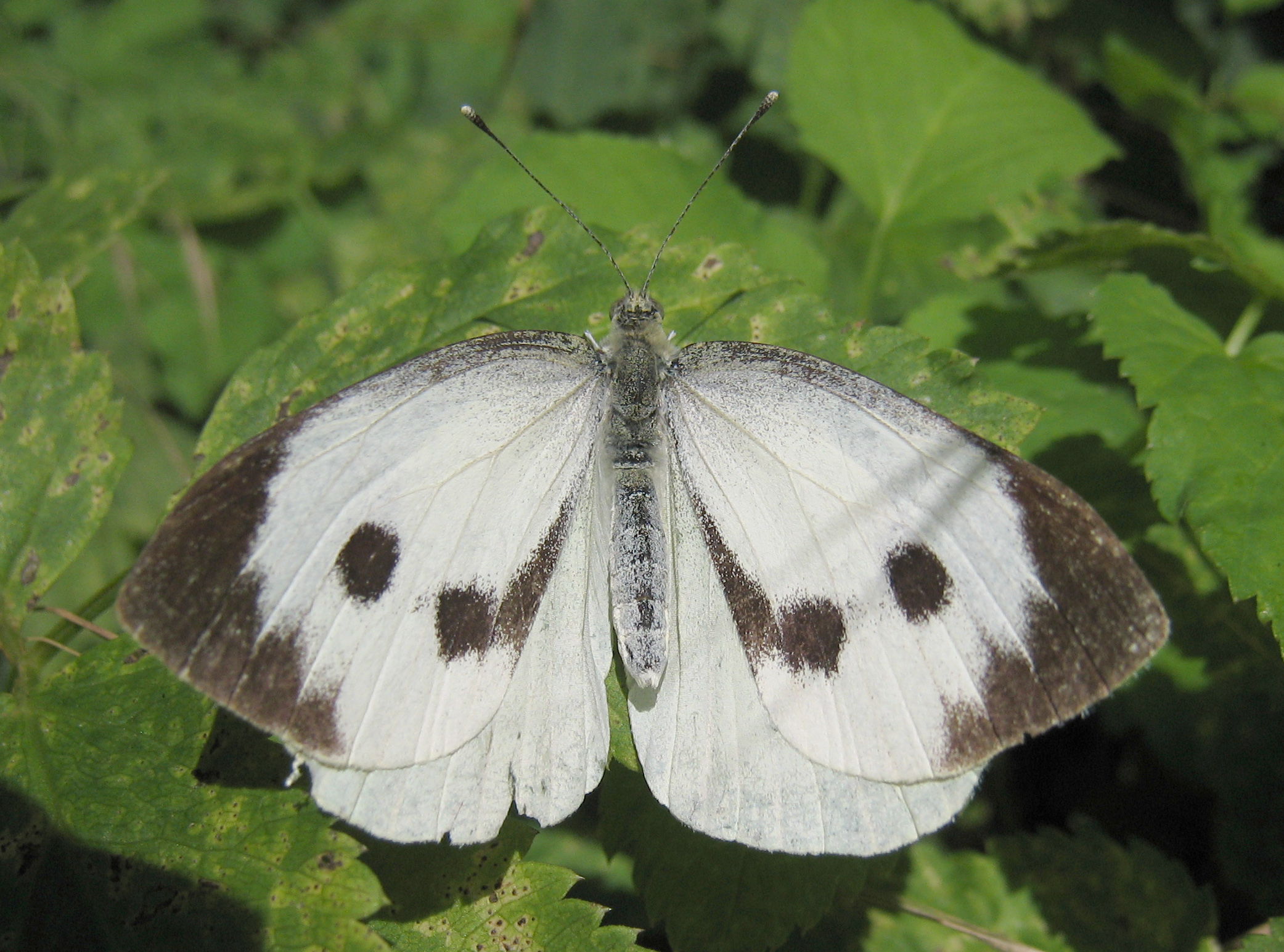
オオモンシロチョウ (Pieris brassicae)
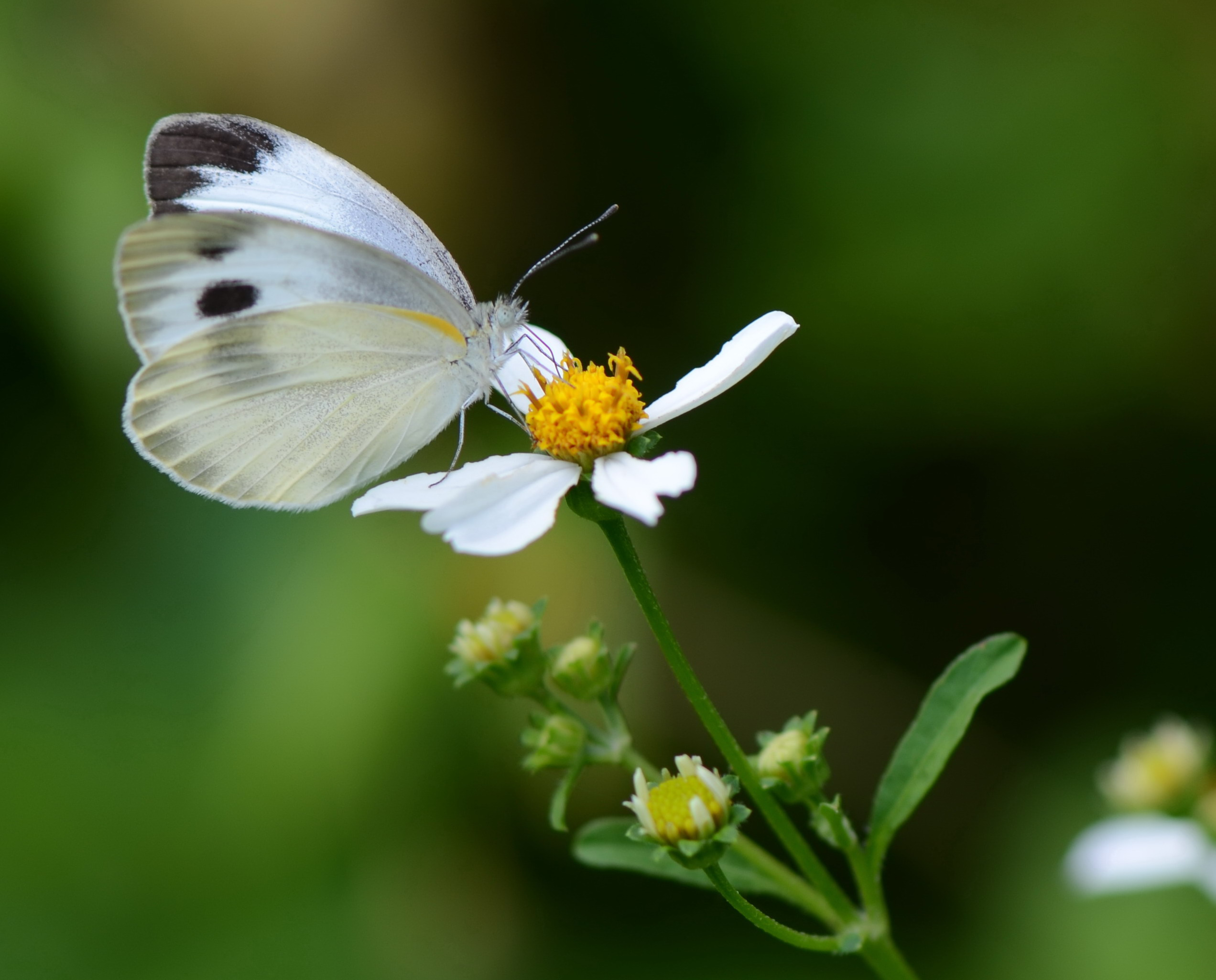
タイワンモンシロチョウ (Pieris canidia)
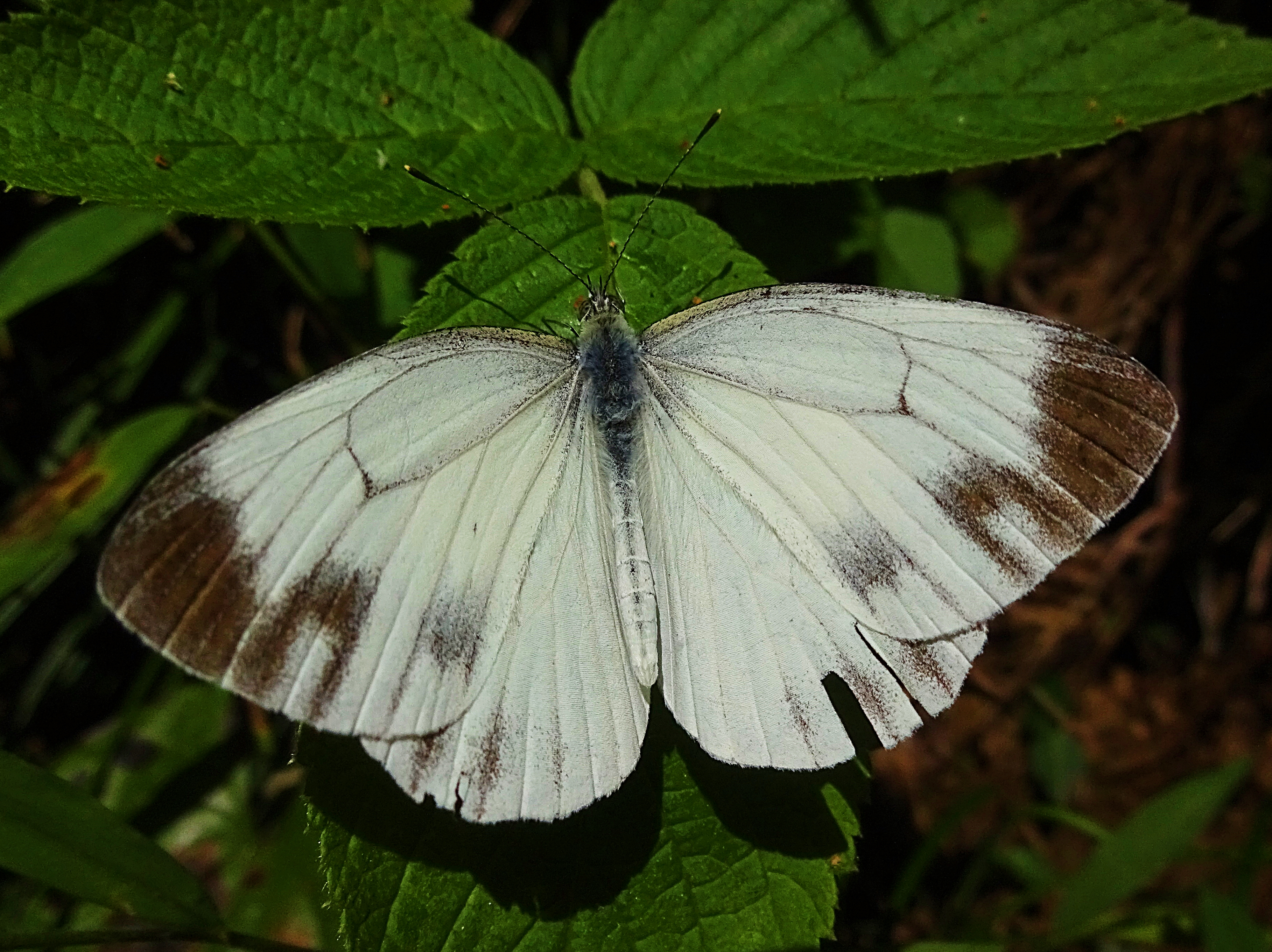
スジグロシロチョウ (Pieris melete)
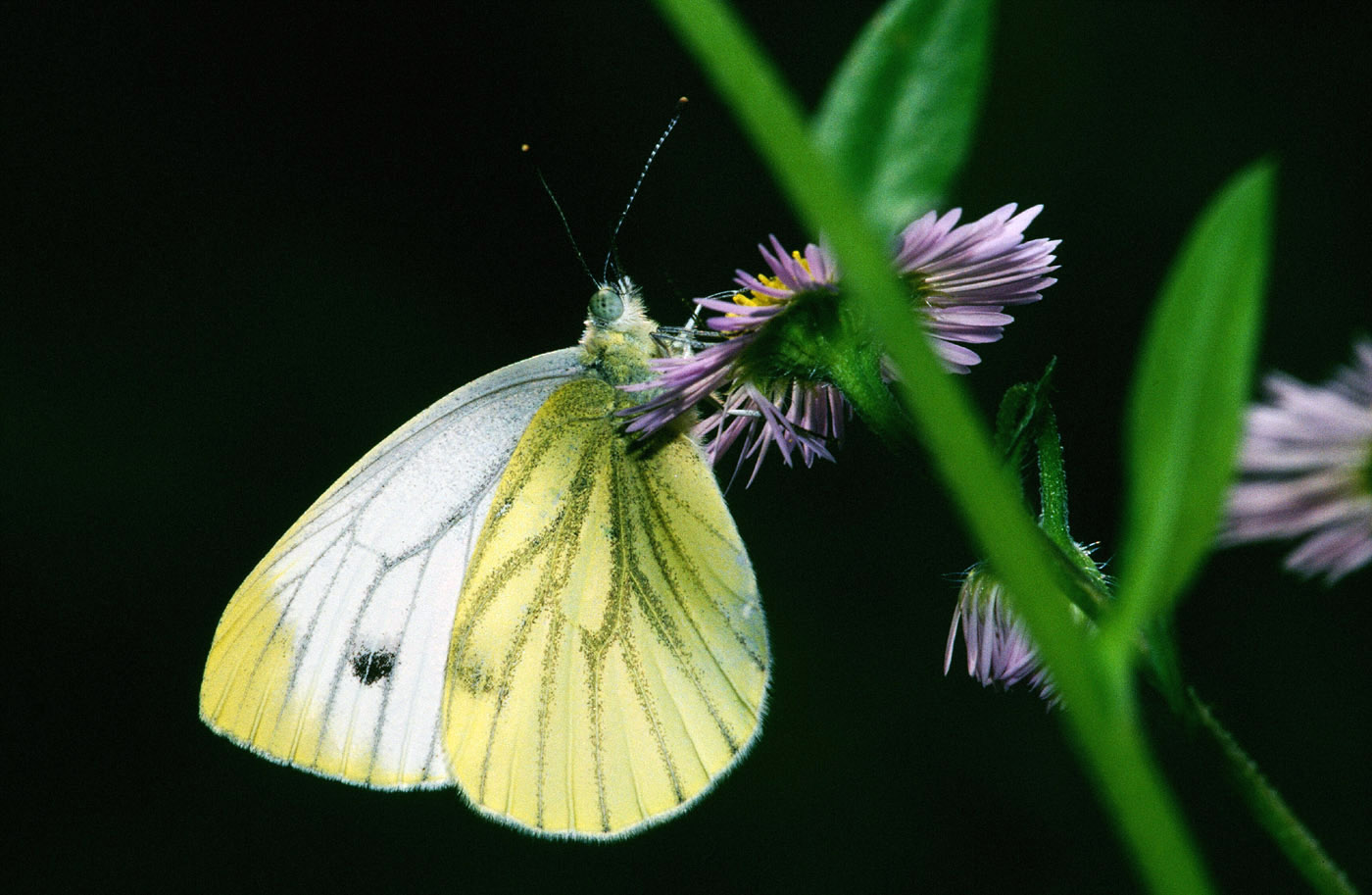
Pieris napi